# Държавен архив на Северна Македония – Отделение Куманово
Държавният архив на Северна Македония – Отделение Куманово (на македонска литературна норма: Државен Архив на Република Македонија – Одделение Куманово) е подразделение на Държавния архив на Северна Македония. Под негово управление са документите от общините Куманово, Липково, Старо Нагоричане, Крива Паланка, Ранковце и Кратово. Архивът се намира в стара сграда, Занаятчийският дом, построена на улица „Гоце Делчев“ № 25 в Куманово. В архива има проблем с побирането на материалите в сградата.

## История
Историческият архив в Куманово е основан през 1954 г. Днес действа като подразделение на Държавния архив на Република Северна Македония (ДАРСМ).

## Работата на подразделението
Отделението работи с 200 притежатели. То разполага с 543 фонда и 8 колекции. Най-старите документи са от 1870 година, а по-голямата част от материалите са от периода след Втората световна война. Документите, които се съхраняват в архива в Куманово са с икономическо, социално, културно и политическо съдържание.
Подразделението не разполага с читалня, а за тази цел се използват работните помещения в определени часове.

## По-важни фондове
По-важни фондове на подразделението в Куманово са:
- „Градско управление на града Куманово“ (1918-1941)
- Народноосвободителни и народни комитети на общините Кратово, Куманово и Злетово (1944-1965)
- Събранията на общините Куманово, Крива Паланка и Кратово
- Политическите организации (1945-1990)
- Църковните фондове (1918-1941)
- Семейните и личните фондове (1894-1946)

Подразделението има постоянна архивна изложба „Куманово из документи и фотографии“.